# Шипан
Ши́пан (хорв. Šipan, итал. Giuppana) — остров в южной части Хорватии, в Адриатическом море. Самый крупный и населённый из Элафитских островов. Административно относится к Дубровницко-Неретванской жупании Хорватии. Площадь острова — 16,22 км²; длина 9,1 км; ширина 2,6 км; длина береговой линии — 29,416 км; население — 436 человек (2001).
Шипан находится в 17 километрах в северо-западу от Дубровника. Он отделён от берега Колочепским проливом шириной около полутора километров. К юго-востоку от него лежат два других Элафитских острова из числа крупных — Лопуд и Колочеп, к северо-западу острова Яклян, Олипа и ряд мелких. В северной части расположен известняковый холм Вельи Врх (Velji Vrh) высотой 243 м, наивысшая точка острова. На острове располагаются две деревни, обе находятся на побережье — Суджурадж (Suđurađ) в южной части острова и Шипанска Лука (Šipanska Luka) в северной. Деревни соединены автодорогой. Регулярные рейсы морских судов на остров не выполняются.